# میارت مندوسا
میارت مندوسا (اسپانیایی: Miyareth Mendoza‎؛ ۶ آوریل ۱۹۹۴) وزنه‌بردار زن اهل کلمبیا بود است.